# Сюлли (Кальвадос)
Сюлли́ (фр. Sully) — коммуна во Франции, находится в регионе Нижняя Нормандия. Департамент коммуны — Кальвадос. Входит в состав кантона Бейё. Округ коммуны — Байё.
Код INSEE коммуны — 14680.

## Население
Население коммуны на 2010 год составляло 126 человек.
| 1962 | 1968 | 1975 | 1982 | 1990 | 1999 | 2010 |
| ---- | ---- | ---- | ---- | ---- | ---- | ---- |
| 174  | 147  | 121  | 132  | 134  | 148  | 126  |

## Экономика
В 2010 году среди 82 человек трудоспособного возраста (15—64 лет) 58 были экономически активными, 24 — неактивными (показатель активности — 70,7 %, в 1999 году было 65,2 %). Из 58 активных жителей работали 53 человека (28 мужчин и 25 женщин), безработных было 5 (3 мужчин и 2 женщины). Среди 24 неактивных 10 человек были учениками или студентами, 11 — пенсионерами, 3 были неактивными по другим причинам.